# Filmstaden

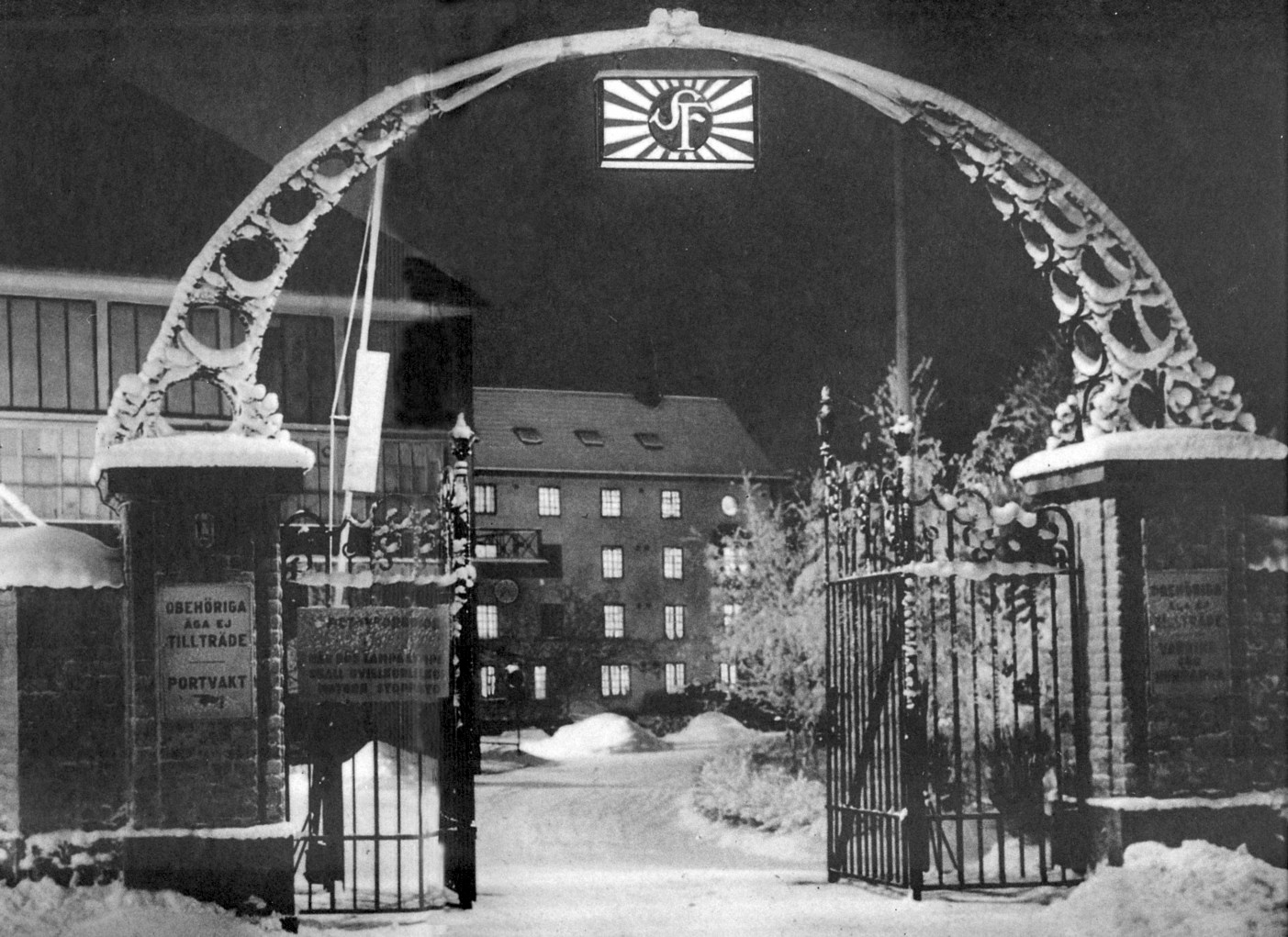
Filmstaden: Eingang (um 1930)

Filmstaden („Filmstadt“) ist der Name der ehemaligen Filmstudios in Solna bei Stockholm, in denen ein bedeutender Teil der schwedischen Filmproduktionen während der Jahre 1920 bis 1969 entstand.

## Geschichte
Filmstaden wurde 1919–1920 nach den Entwürfen des Architekten Ebbe Crone auf Initiative der schwedischen Filmgesellschaft Svensk Filmindustri, kurz SF, erbaut. Der Baustil ist typischer schwedischer Klassizismus der 1920er Jahre. Der Arbeitsruhe wegen wurde weit vor den Toren der Stadt Stockholm eine komplette Anlage mit Ateliers, Verwaltungsgebäude, Laboratorium, Garderoben und Restaurants geschaffen. Filmstaden war zu seiner Zeit eines von Europas modernsten Filmstudios und eines der größten der Welt.
Der erste hier produzierte Film war Körkarlen von Victor Sjöström. Seitdem sind an die 400 Filme entstanden, darunter auch viele Filme von Ingmar Bergman wie Wilde Erdbeeren und Das siebente Siegel. Im Jahr 1969 verließ SF das Gelände und bald darauf wurde die Produktion von Filmen komplett eingestellt.
Ingmar Bergman beschrieb Filmstaden in seinem Buch Laterna Magica:

„Filmstaden in Råsunda war eine Fabrik, die während der vierziger Jahre zwischen zwanzig und dreißig Filme jährlich hervorbrachte. Dort gab es eine große Erfahrung an beruflichem Können und handwerklicher Tradition, an Schlendrian und Bohemerie. Während meiner Jahre als Manuskript-Neger hatte ich mich oft in den Studios, dem Laboratorium, den Schneideräumen, der Tonabteilung und der Kantine aufgehalten, dadurch waren mir die Räumlichkeiten und die Menschen recht wohlbekannt. Ich war außerdem erregt überzeugt davon, dass ich mich alsbald als der Welt führende Filmregisseur manifestieren würde.“

## Filmstaden heute
Heute mutet das Gelände wie ein eigener kleiner Stadtteil Solnas an. Einige der historischen Gebäude blieben erhalten und wurden renoviert, sie stehen unter Denkmalschutz. Nunmehr beinhalten sie Künstlerateliers, Büros von Filmgesellschaften, Kinos und Restaurants. Dazu sind auf dem Gelände neue Wohngebäude errichtet worden. Von den ursprünglichen Bauten sind unter anderen noch erhalten:
- Das Eingangsportal und Wachhäuschen empfingen den Besucher. Das schmiedeeiserne Portal mit dem Logo der Filmgesellschaft SF, Svensk Filmindustri, stammt noch aus der Ursprungszeit, früher gab es innerhalb des Portals eine Schranke mit einem großen „Stopp“-Zeichen. Der Pförtner versah die Zugangskontrolle und überwachte die Handhabung des gefährlichen Nitratfilms.
- Im Studio (Lilla ateljén) wurden alle klassischen Stummfilme gedreht, auch Körkarlen entstand hier. Im Gebäude gab es mehrere Studios auf drei Etagen, das größte befand sich im obersten Stockwerk unter einem verglasten Dach und mit verglasten Fassaden. Auch zur Tonfilmzeit wurde hier weiter gedreht, obwohl die großen Glasflächen Störgeräusche von außen eindringen ließen. Im Erdgeschoss findet man das renovierte Bergman-Kino Operan mit 24 Plätzen, das zum Ansehen der laufenden Filmaufnahmen und der Rohkopien diente.
- Im Laboratorium (Laboratoriehuset) wurde das Filmmaterial entwickelt und kopiert. An einem Tag konnten bis zu 25.000 Meter Film bearbeitet werden. Das Gebäude war aufgrund des damals angewendeten Nitratfilms brand- und explosionssicher.
- Der Regisseur-Pavillon (Regissörspaviljongen) beinhaltete Arbeits- und Besprechungsräume für Regisseure. Hier trafen sich beispielsweise Victor Sjöström, Mauritz Stiller und Selma Lagerlöf, um zu diskutieren, wie ihr Roman am besten in einen Film umgesetzt werden konnte.

## Bilder
|  |  |  |  |